# Wright Exhibition Team

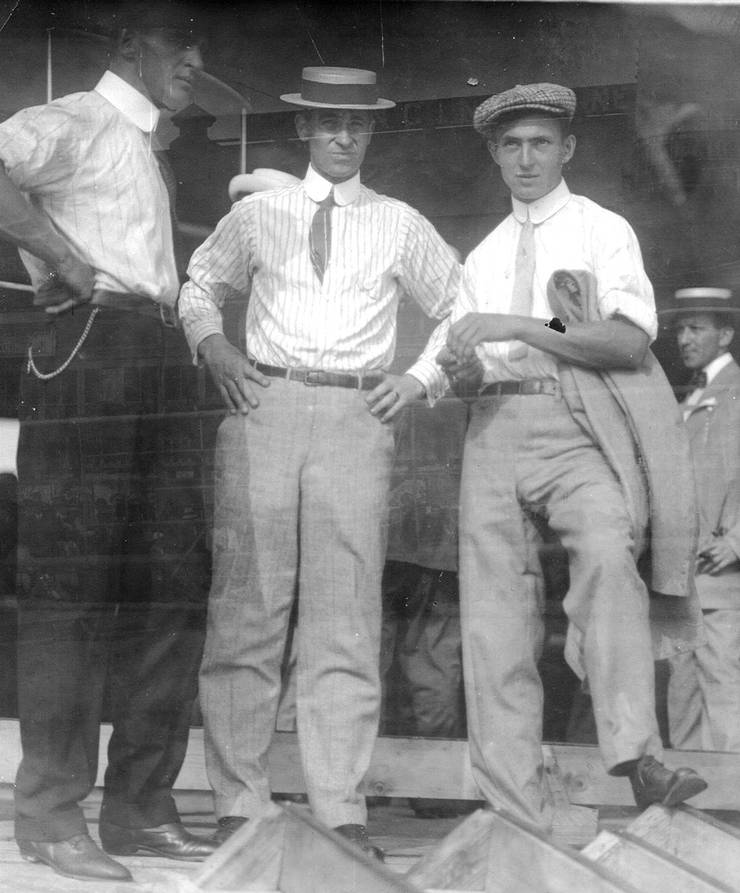
Da esquerda para a direita: Frank Coffyn,
Roy Knabenshue e Walter Brookins
em Atlantic City, julho de 1910.

O Wright Exhibition Team, foi um grupo de aviadores Norte americanos, treinados pelos irmãos Wright na Wright Flying School em Montgomery (Alabama) em março de 1910.

## Histórico
- Grupo fundado em 1910 por sugestão de Roy Knabenshue.
- A equipe fez sua primeira exibição pública em 13 de junho de 1910 no Indianapolis Motor Speedway.
- A equipe efetuou vários shows aéreos estabelecendo recordes de voo para altitude e resistência.
- Os pilotos recebiam $20 por semana e $50 por dia quando em excursão. Em agosto de 1910, já havia cinco equipes voando simultaneamente, com faturamento de $186 000. O piloto Ralph Johnstone foi o primeiro do grupo a morrer em acidente durante as exibições, em novembro.
- Um mês depois, na véspera de Ano-Novo, Arch Hoxsey morreu em circunstâncias semelhantes. Apesar do grupo ter perdido duas de suas "estrelas", novos pilotos treinados por Welsh se juntaram ao grupo e continuaram as exibições ao redor do país em 25 locais diferentes.
- Devido a problemas decorrentes das mortes de mais pilotos, o grupo foi desfeito em novembro de 1911.

## Membros da equipe
- Leonard Bonney  (1884–1928) †
- Walter Brookins (1889–1953)[1][2]
- Frank Coffyn (1878–1960)[3]
- Howard Gill (1883–1912) †
- Archibald Hoxsey (1884–1910) †
- Ralph Johnstone (1880/?1886–1910) †
- Roy Knabenshue (1875–1960)[4]
- Philip Parmelee (1887–1912) †
- James Turpin (1886–1966)
- Arthur Welsh (1875 ou 1881–1912)[5] †
- Spencer Crane - mecânico
- James Davis - mecânico

† indica: morto em voo de exibição.